# Leptolalax khasiorum
Leptolalax khasiorum  — вид жаб родини азійських часничниць (Megophryidae).

## Поширення
Ця жаба є ендеміком Індії. Відомий тільки з типової місцевості, мешкає у субтропічному вологому лісі поблизу селища Мавфланг в окрузі Кхасі Хіллз у штаті Мегхалая .

## Опис
Це невелика жаба; самці сягають до 25,6 мм, а самиці до 32,5 мм.